# Campeonato Mundial de Atletismo Júnior de 2012 - 3000 m com obstáculos masculino
A prova dos 3000 metros com obstáculos masculino do Campeonato Mundial de Atletismo Júnior de 2012 ocorreu entre os dias 13 e 15 de julho em Barcelona, na Espanha. 

## Recordes
Antes desta competição, os recordes mundiais e do campeonato nesta prova eram os seguintes:
|     | Nome                | Nacionalidade | Tempo   | Local    | Data                 |
| --- | ------------------- | ------------- | ------- | -------- | -------------------- |
| WJR | Saif Saaeed Shaheen | Quênia        | 7:58.66 | Bruxelas | 24 de agosto de 2001 |
| CR  | Willy Rutto Komen   | Quênia        | 8:14.00 | Pequim   | 19 de agosto de 2006 |

Os seguintes recordes mundiais ou do campeonato foram estabelecidos durante esta competição: 
| Data        | Evento | Nome              | Nacionalidade | Tempo   | Notas                 |
| ----------- | ------ | ----------------- | ------------- | ------- | --------------------- |
| 15 de julho | Final  | Conseslus Kipruto | Quênia        | 8:06.10 | Recorde do campeonato |

## Medalhistas
| Ouro                    | Prata                         | Bronze               |
| Conseslus Kipruto (KEN) | Gilbert Kiplangat Kirui (KEN) | Hicham Sigueni (MAR) |

## Cronograma
Todos os horários são locais (UTC+1).
| Data        | Hora  | Evento        |
| ----------- | ----- | ------------- |
| 13 de julho | 11:00 | Eliminatórias |
| 15 de julho | 18:45 | Final         |

## Resultados

### Eliminatórias
Qualificação: Os 4 primeiros de cada bateria (Q) e os 4 tempos mais rápidos (q). 
| Posição | Bateria | Atleta                  | Nacionalidade  | Tempo   | Notas           |
| ------- | ------- | ----------------------- | -------------- | ------- | --------------- |
| 1       | 2       | Conseslus Kipruto       | Quênia         | 8:19.46 | Q               |
| 2       | 1       | Gilbert Kiplangat Kirui | Quênia         | 8:26.58 | Q               |
| 3       | 2       | Weynay Ghebresilasie    | Eritreia       | 8:37.01 | Q               |
| 4       | 1       | Hicham Sigueni          | Marrocos       | 8:37.94 | Q               |
| 5       | 1       | Meresa Kahsay           | Etiópia        | 8:38.01 | Q,              |
| 6       | 2       | Jaouad Chemlal          | Marrocos       | 8:41.05 | Q               |
| 7       | 1       | Ahmed Mohammed Burhan   | Arábia Saudita | 8:48.38 | Q               |
| 8       | 1       | Zak Seddon              | Reino Unido    | 8:49.67 | q               |
| 9       | 1       | Edward Owens            | Estados Unidos | 8:52.99 | q,              |
| 10      | 2       | Bilal Tabti             | Argélia        | 8:54.85 | Q,              |
| 11      | 2       | Szymon Kulka            | Polónia        | 8:55.93 | q               |
| 12      | 1       | Hashim Salah Mohamed    | Catar          | 8:56.15 | q,              |
| 13      | 1       | Ryan Cassidy            | Canadá         | 8:56.88 | Recorde pessoal |
| 14      | 2       | Djilali Bedrani         | França         | 8:56.98 |                 |
| 15      | 2       | Mitko Tsenov            | Bulgária       | 8:57.98 |                 |
| 16      | 1       | Julien Detre            | França         | 9:00.32 |                 |
| 17      | 2       | Malek Ben amor          | Tunísia        | 9:02.59 |                 |
| 18      | 1       | Issam Zeghdane          | Argélia        | 9:03.98 |                 |
| 19      | 1       | Italo Quazzola          | Itália         | 9:05.28 |                 |
| 20      | 2       | Konstantin Wedel        | Alemanha       | 9:05.64 |                 |
| 21      | 2       | Darren Fahy             | Estados Unidos | 9:08.69 |                 |
| 22      | 2       | Antoine Thibeault       | Canadá         | 9:10.71 |                 |
| 23      | 1       | José Nuno Paulo         | Portugal       | 9:11.31 |                 |
| 24      | 1       | Jonathan Romeo          | Espanha        | 9:14.86 |                 |
| 25      | 1       | Adam Lipschitz          | África do Sul  | 9:16.17 |                 |
| 26      | 2       | Christoph Graf          | Suíça          | 9:18.31 |                 |
| 27      | 1       | Davorin Cimermancic     | Eslovênia      | 9:20.28 |                 |
| 28      | 2       | Ivan Savka              | Ucrânia        | 9:24.97 |                 |
| 29      | 2       | Jorge Blanco            | Espanha        | 9:31.22 |                 |
| 30      | 2       | Bin Yu                  | China          | 9:46.23 |                 |
| -       | 2       | Animut Minalu           | Etiópia        | DNS     |                 |

### Final
A prova final foi realizada no dia 15 de julho ás 18:45. 
| Posição           | Atleta                  | Nacionalidade  | Tempo   | Notas                 |
| ----------------- | ----------------------- | -------------- | ------- | --------------------- |
| Medalha de ouro   | Conseslus Kipruto       | Quênia         | 8:06.10 | Recorde do campeonato |
| Medalha de prata  | Gilbert Kiplangat Kirui | Quênia         | 8:19.94 |                       |
| Medalha de bronze | Hicham Sigueni          | Marrocos       | 8:30.14 |                       |
| 4                 | Jaouad Chemlal          | Marrocos       | 8:30.92 |                       |
| 5                 | Bilal Tabti             | Argélia        | 8:32.08 | NJR                   |
| 6                 | Weynay Ghebresilasie    | Eritreia       | 8:33.87 |                       |
| 7                 | Meresa Kahsay           | Etiópia        | 8:36.13 | Recorde pessoal       |
| 8                 | Ahmed Mohammed Burhan   | Arábia Saudita | 8:36.14 |                       |
| 9                 | Zak Seddon              | Reino Unido    | 8:45.18 |                       |
| 10                | Hashim Salah Mohamed    | Catar          | 8:51.35 | Recorde pessoal       |
| 11                | Edward Owens            | Estados Unidos | 8:51.44 | Recorde pessoal       |
| -                 | Szymon Kulka            | Polónia        | DNS     |                       |

Legenda
| Recorde mundial       | Recorde mundial (World record)               |                       | Recorde africano                      | Recorde africano (African) |                                           | Q | Classificado por posição (Qualified) |
| Recorde do campeonato | Recorde do campeonato (Championship record)  | Recorde da América    | Recorde da América (Americas)         | q                          | Classificado por melhor tempo (Qualified) |   |                                      |
| Melhor marca do ano   | Melhor marca do ano (World leading)          | Recorde asiático      | Recorde asiático (Asian)              | DNS                        | Não largou (Did not start)                |   |                                      |
| Recorde nacional      | Recorde nacional (National record)           | Recorde europeu       | Recorde europeu (European)            | DNF                        | Não terminou (Did not finish)             |   |                                      |
| Recorde pessoal       | Recorde pessoal do atleta (Personal best)    | Recorde da Oceania    | Recorde da Oceania (Oceania)          | DSQ / DQ                   | Desclassificado (Disqualified)            |   |                                      |
| Recorde da temporada  | Recorde da temporada do atleta (Season best) | Recorde sul-americano | Recorde sul-americano (South America) | NM                         | Sem marca (No mark)                       |   |                                      |